# Vanuatubasis bidens
Vanuatubasis bidens là loài chuồn chuồn trong họ Coenagrionidae. Loài này được Kimmins mô tả khoa học đầu tiên năm 1958.